# Репатриация немцев Северной Добруджи

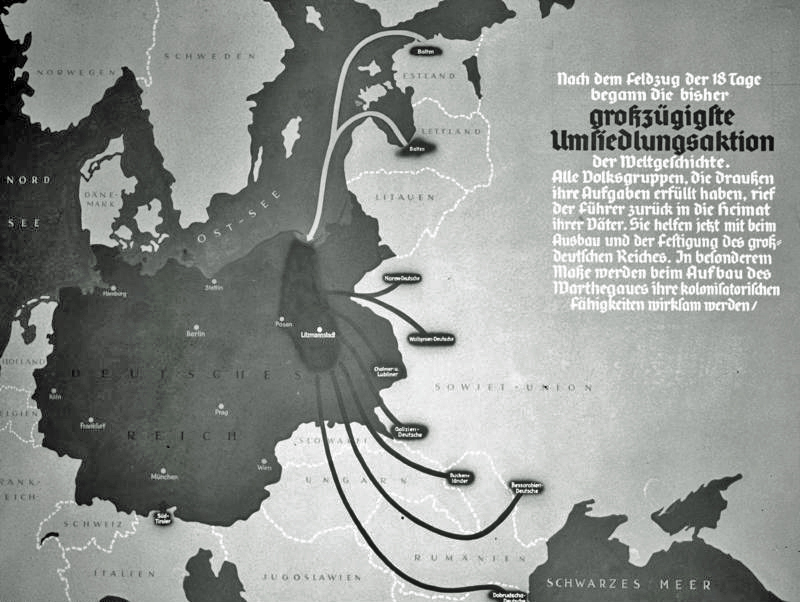
Немецкая карта репатриации в Вартегау. Показан поток переселенцев из Добруджи

Репатриа́ция не́мцев Се́верной Добру́джи — формально добровольное переселение немецкого населения Северной Добруджи в Третий рейх. Проходило в два этапа: в ноябре — декабре 1940 года и в мае — июле 1941 года. Немецкое население (около 12 тысяч человек) было вывезено преимущественно в Вартегау и в Протекторат Богемии и Моравии, оставив земли, сельскохозяйственный инвентарь и домашний скот. Фактически это было принудительное переселение. За оставленное имущество Румыния выплатила Германии компенсацию. Репатриация была частью политики Третьего рейха по репатриации в Германию этнических немцев из-за рубежа. На бывшие немецкие земли в Северной Добрудже поселили румын (в основном арумын), принудительно эвакуированных из отошедшей к Болгарии Южной Добруджи. Репатриация из Северной Добруджи проходила одновременно с репатриацией немцев из Южной Буковины и была частью репатриации немецкого гражданского населения из Восточной Европы в 1939—1941 годах.

## Предыстория

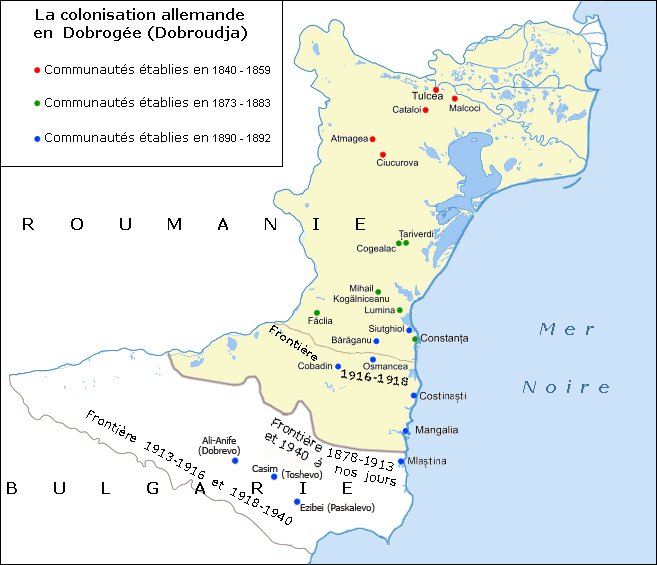
Немецкие земледельческие колонии в Добрудже. Показана граница между Северной и Южной Добруджей

В XIX веке в Добрудже сформировалось немецкое крестьянское население, которое образовало ряд земледельческих колоний. Переселение немцев в Добруджу началось в 1841 году и осуществлялось с территории Российской империи. Особенностью немецкого расселения в Добрудже стало то, что немцы не жили отдельными чисто немецкими поселениями, а занимали части сёл, образуя там немецкие кварталы.
По переписи 1930 года в Северной Добрудже проживали 12123 немца. Корректировка Центрального института статистики давала цифру на 1939 год — 15378 немцев. Преимущественно немцы Добруджи были протестантами. Проповеди в протестантских церквях читали только на немецком языке.У немцев было свое политическое представительство — Немецкий народный совет. В итоге большинство немцев Добруджи жило очень бедно.
Лидеры добруджских немцев активно способствовали их репатриации в Третий рейх. С начала 1939 года по лето 1940 года в Германию выехали 1,6 — 1,7 тысяч человек или около 10 % немцев Добруджи.

## Немецко-румынское соглашение
22 октября 1940 года между Германией и Румынией было заключено соглашение, которое предусматривало репатриацию этнических немцев Добруджи и Южной Буковины. Отбором репатриантов занимались Отдел по переселению, который находился при германском посольстве в Бухаресте и имел представителей в уездах Румынии, а также представитель фюрера по вопросам репатриации из Румынии. Номинально у представителя фюрера был румынский коллега — глава румынской делегации по вопросам репатриации, назначенный правительством Румынии.
Соглашение не коснулось немцев Южной Добруджи (около 500 человек), которая в сентябре 1940 года отошла к Болгарии.

## Переселение
Представитель фюрера по вопросам репатриации единолично принимал решения по репатриации. Отдел по переселению и представитель фюрера сделали следующую работу:
- Идентификация этнических немцев по нацистским расовым критериям;
- Оценка имущества репатриантов;
- Организация транспортировки репатриантов.

Официально переселение было добровольным. Однако историк Владимир Солонарь считает, что фактически эвакуация была принудительной.
Переселение проходило в два этапа: в ноябре — декабре 1940 года и в мае — июле 1941 года. Были эвакуированы все немцы Северной Добруджи, за исключением тех, кого отнесли к неарийцам.
Первая волна эвакуации продолжалась до декабря 1940 года. Маршрут эвакуации был следующим: сначала немцев везли кораблями по Дунаю до Земуна, а дальше транспортировали по железной дороге. Последний поезд с эвакуированными пересёк границу Германии 13 декабря 1940 года.
Вторая волна репатриации была намного меньше первой. В 1941 году в Северной Добрудже насчитывалось 1693 немца.

## Компенсация за имущество эвакуированных
Эвакуированные немцы оставили в Северной Добрудже около 26,1 тысячи гектар земли. Германо-румынское соглашение запрещало немцам брать в эвакуацию сельскохозяйственный инвентарь и животных. Одновременно в Северную Добруджу шло переселение румынского населения в рамках обмена с Болгарией, при котором выселяемые болгары уводили с собой скот. Поэтому оставленные немецкие хозяйства были богатые и их заняли арумыны при поддержки местных властей. Генеральный комиссар Добруджи арумын Г. Чуметти (занимал эту должность до конца января 1941 года) оказывал предпочтение арумынам. Правительственная комиссия установила, что именно арумыны получили самые удобные и богатые немецкие хозяйства.
За имущество депортированных румынское правительство согласилось выплатить Германии компенсацию в размере 2 млрд леев. Эту сумму Румыния выплатила до 20 ноября 1941 года преимущественно поставками в Германию товаров — в основном нефти.

## Размещение репатриантов и их судьба
Репатриантов некоторое время держали в лагерях, а затем около 6 тысяч человек отправили в Вартегау (в основном на конфискованные у поляков земли), а 5075 человек — в Протекторат Богемии и Моравии. Остальные добруджанские немцы были отправлены в Германию. По немецким внутренним данным, опубликованным в «Кряйнер умзидлунгсшпигель» («Краткий обзор переселения»), на 1 января 1944 года в Вартегау были поселены 5725 человек из Добруджи.
После Второй мировой войны добруджские немцы были изгнаны из Чехословакии и из Польши. В итоге в 1964 году 8559 добруджских немцев жили в ФРГ, 2318 добруджских немцев проживали в ГДР, около 2 тысяч человек в странах Запада, а 721 добруджский немец жил на прежней родине.